# Апостольская префектура Улан-Батора
Апостольская префектура Улан-Батора (лат. Apostolica Praefectura Ulaanbaatarensis) — административно-территориальная единица Римско-Католической Церкви, находящаяся в Улан-Баторе, Монголия. В апостольскую префектуру Улан-Батора входит вся территория нынешней Монголии. Кафедральным собором апостольской префектуры Улан-Батора является церковь святых апостолов Петра и Павла.

## История
14 марта 1922 года Святым Престолом была создана Самоуправляемая (лат. Sui iuris) миссия Внешней Монголии, выделившаяся из апостольского викариата Центральной Монголии (сегодня — Архиепархия Хух-Хото). В 1924 году миссия была переименована в Самоуправляемую миссию Урги, которая 8 июля 2002 года была преобразована в апостольскую префектуру Улан-Батора.
В настоящее время в Монголии действуют шесть католических приходов: святых Петра и Павла, Пресвятой Девы Марии,  Святой Софии и Доброго Пастыря в Улан-Баторе, приход Пресвятой Девы Марии в Дархане и приход Пресвятой Девы Марии Милосердия в Арвайхээре.

## Ординарии префектуры
- епископ Джироламо ван Эртселаер (1922 г. — 1924 г.) — апостольский администратор миссии «sui iuris» Внешней Монголии;
- епископ Эверардо дер Лаак (1924 г. — 5.05.1931 г.) — апостольский администратор миссии «sui iuris» Урги;
- с 1931 г. по 1992 г. — миссия не действовала
- священник Венсеслао Сельга Падилья (19.04.1992 г. — 8.07.2002 г.) — апостольский администратор миссии «sui iuris» Урги;
- епископ Венсеслао Сельга Падилья (8.07.2002 г. — 25.9.2018) — апостольский администратор Апостольской префектуры Улан-Батора;
- кардинал Джорджо Маренго, I.M.C. (2 апреля 2020 — по настоящее время).

## Источник
- Annuario Pontificio, Libreria Editrice Vaticana, Città del Vaticano, 2005